# Chrysomphalus pinnulifer
Chrysomphalus pinnulifer är en insektsart som först beskrevs av William Miles Maskell 1891.  Chrysomphalus pinnulifer ingår i släktet Chrysomphalus och familjen pansarsköldlöss. Inga underarter finns listade i Catalogue of Life.